# Pachydermata
Pachydermata, tjockhudingar ansågs tidigare vara en däggdjursordning som uppställdes av Georges Cuvier och bland annat omfattade elefantdjur, uddatåiga hovdjur (som tapirer och noshörningar), svindjur med mera. Gruppen är numera uppdelad i andra ordningar.